# Marko Stunt
Noah Nelms (nascido em 30 de julho de 1996), mais conhecido pelo nome de ringue Marko Stunt, é um ex lutador profissional americano que ficou conhecido por ter participado da All Elite Wrestling (AEW). Ele também é conhecido por suas aparições na Game Changer Wrestling e IWA Mid-South.
Nelms nasceu em 30 de julho de 1996,  filho de Lori Nelms e do ex-pastor e missionário Dwyndl Nelms. Ao crescer, Nelms começou a se interessar pela luta livre profissional através de seu pai. Em uma entrevista em vídeo com Chris Van Vliet, Nelms revelou que devido ao papel de seu pai como pastor, Nelms e sua família viviam em vários estados diferentes no baixo centro-sul, bem como na Costa Rica e na Nicarágua. Nelms se formou na Lewisburg High School. Durante sua adolescência, Nelms venceu o show de talentos de sua escola e também teve pouco sucesso fazendo covers de guitarra no YouTube.

## Carreira na luta profissional

### Circuito independente (2015–2019)
Stunt começou a treinar quando tinha 18 anos. Stunt lutou principalmente localmente em torno do Mississippi e para a Cape Championship Wrestling em Missouri. Em janeiro de 2018, Stunt fez sua estreia no 800º show da IWA Mid-South perdendo uma luta de quatro participantes. No evento Joey Janela's Lost In New York da Game Changer Wrestling Stunt perdeu para KTB; no entanto, essa exposição e seu desempenho foram populares entre os fãs de luta livre online. Esta apresentação chamou a atenção de Cody Rhodes e The Young Bucks, que anunciaram Stunt para o All In. No All In, Stunt participou do pré-show Over the Budget Battle Royal. Em setembro de 2018, Stunt competiu na Batalha de Los Angeles do Pro Wrestling Guerrilla, onde foi eliminado na primeira rodada por Trevor Lee.

### All Elite Wrestling (2019 - presente)
Marko Stunt fez sua estreia na All Elite Wrestling no AEW Double or Nothing inaugural como parte do Casino Battle Royal. Ele foi eliminado do ringue por Ace Romero. Mais tarde, foi confirmado que Stunt havia assinado com a AEW. Stunt se aliou com Jungle Boy e Luchasaurus em no programa Being The Elite após segmentos de Stunt mostrando-o sendo assediado por outros membros do vestiário. O trio formou o Jurassic Express. Jurassic Express foi anunciado para o torneio inaugural do AEW World Tag Team Championships para enfrentar os Lucha Brothers na primeira rodada. Marko Stunt substituiu Luchasaurus na equipe devido a Luchasaurus sofrer uma lesão no tendão da coxa. No entanto, Jungle Boy e Marko Stunt perderam para os Lucha Brothers, sendo eliminados do resto do torneio.Marko Stunt foi liberado da AEW em junho de 2022. Em julho de 2024, Marko Stunt retornou à AEW durante o programa AEW Collision, aceitando o desafio aberto do seu ex-companheiro de Jurassic Express, Jack Perry, pelo TNT Championship. No entanto, Stunt não teve sucesso contra Jack. Mais tarde, em uma entrevista nos bastidores, Marko foi interrompido por outro ex-membro do Jurassic Express, Luchasaurus, agora conhecido como Killswitch.
Em novembro de 2024, Stunt anunciou sua aposentadoria do wrestling profissional.

## Vida pessoal
Nelms tem um irmão mais novo que também é lutador profissional chamado Logan Stunt. Nelms ajuda a administrar um podcast familiar chamado "Stunt Family Podcast". Enquanto crescia, Big Show era o lutador favorito de Nelms e suas influências incluem Rey Mysterio, Kane, Chris Jericho, Eddie Guerrero e The Undertaker.

## Campeonatos e conquistas
- REW - Revolução Oriental -Wrestling
  - Campeonato REW Paquistão 24/7 (1 vez)
- Cape Championship Wrestling
  - Campeonato de Pesos Pesados CCW (1 vez) [22]
  - CCW Tag Team Championship (1 vez) - com Mikey McFinnegan[23]
- DDT Pro-Wrestling
  - Campeonato Ironman Heavymetalweight (1 vez)
- Pro Wrestling Illustrated
  - Classificado em 182º lugar entre os 500 melhores lutadores no PWI 500 em 2020[24]
- Scenic City Invitational
  - Futures Showcase Tournament (2018) [25]
- Southern Underground Pro
  - Campeonato SUP Bonestorm (1 vez) [26]